# Вала, Катри
Катри Вала (11 сентября 1901, Муонио — 28 мая 1944, Швеция) — финская поэтесса, критик и учительница. Одна из ключевых членов литературной группы en:Tulenkantajat, в которой также состояли Мика Валтари, Олави Пааволайнен и другие. Модернизатор финской поэзии, в связи с чем её часто сравнивают с Эдит Сёдергран. Тематика творчества — радикальные социальные взгляды, антивоенная и антифашистская риторика.

## Биография
Катри Вала родилась в 1901 году в семье лесничего. Была первым ребёнком в семье. Её брат Эркки Вала стал писателем и журналистом. В 1919 году окончила институт. С 1922 год по 1937 год работала учительницей начальных классов. В 1928 году заболела туберкулёзом.

## Публикации на русском языке
- Далекий сад: Избр. стихи. Пер. с фин. / [Предисл. Д. Вааранди. — М. : Худож. лит., 1966]. — 247 с.
- Западноевропейская поэзия XX века. М.: Художественная литература, 1977, с. 515—518 (Библиотека всемирной литературы)